# 英格蘭人
英格蘭人（英語：English people）又译英吉利人，指的是土生土長於英格蘭的族群，以及他們的後代，在歷史上，英格蘭同時從征服者和被征服者那裡混血了非常多次，並於15世紀塑造出了共同的民族意識，最終在21世紀時完成明確的民族構建。
英格蘭人講英式英語，屬於西日耳曼語的一大語支，至少從公元4世紀開始，英格蘭的主體居民就已經在使用西日耳曼語，雖然他們分裂成好幾個不同的部落，但因為文化的互通而一同構成了如今英格蘭的歷史和文化。英格蘭人在語言上的起源是盎格魯-撒克遜人，從這個名字可以得知，英格蘭人種族的來源有兩個，一個是盎格魯人、一個是薩克森人。盎格魯人在古英語中被稱為“Angelcynn”，意為 “天使的部落”，是公元5世紀左右登入不列顛島的。在羅馬人從不列顛島撤退後，盎格魯人定居在不列顛島的南部，此時他們往北擴張的時候，遇到了其他跟隨羅馬人移民到此的幾個早期部落，例如撒克遜人部落、朱特人部落、弗里斯蘭人部落、以及被羅馬化的凱爾特人部落。因為這幾個部落的文化都大同小異、相似度極高，所以盎格魯人選擇薩克森人的文化為主要融合對象，此後，這批人便統稱為“盎格魯-撒克遜人”。盎格鲁-撒克逊人在10世紀時完成了文化統一，把英格蘭土地上的每一個部落都改造為同樣的盎格鲁-撒克逊文化，但並非是他們具有統一的野心，而是盎格鲁-撒克逊人迫切需要團結，以應對丹麥王朝（移民英格蘭的北歐人）的文化入侵。隨後是11世紀後期，法國化的諾曼人入侵不列顛島，將當時西歐最先進的法國文化帶入英格蘭，此後英格蘭人被視為西歐國家的一部份，其民族成份也不再有顛覆性改變。
以族群的角度看，英格蘭人被認為凯尔特布立吞人、盎格魯-撒克遜人、凱爾特人、維京人等遠古族群的進行混血後的集合體。近年，大量外國人移民到英國，絕大多數都選擇居住在英格蘭的倫敦都市圈內，這造成英格蘭人的人口比例減少，而非英國的歐洲人、白人、拉丁人、亞洲人也能成為英國多元化大家庭中的一份子。一般來說，大多數英格蘭人都是英國公民。
同時，因為英格蘭是大不列顛及北愛爾蘭聯合王國中面積最大、人口最多的構成國，所以英格蘭人的同化能力也是英國中最強的，目前英格蘭的各種習俗已經擴散至整個不列顛群島，甚至深遠的傳播至印度、巴基斯坦、緬甸、香港、新加坡、馬來西亞等亞洲地區，而英國本土的蘇格蘭人、愛爾蘭人、威爾士人、康沃尔人在語言上保持了与英格蘭的显著区别，除此之外在民族服裝、音樂、建築等都能區分這些聯合王國人。按照歷史順序，英格蘭王國在1707年的《聯合法案》中和蘇格蘭王國合併成為“大不列顛王國”，之後又和愛爾蘭王國合併為“聯合王國”，愛爾蘭獨立後，聯合王國仍能維持在北愛爾蘭的統治並一直延續至今。

## 身分認同

### 英格蘭（England）和整個英國-聯合王國（United Kingdom）的認同問題
由於英格蘭政府和統治全聯合王國的政府在歷史上幾乎重合，所以在21世紀之前，針對英格蘭人的“民族認同構建”從未完成過。
1990年代開始，由於義務教育的普及，越來越多的英格蘭人能清楚的意識到自己並不等同於整個聯合王國，英格蘭應該轉型為一個標準的“構成國”。英格蘭人看到威爾士人、蘇格蘭人和北愛爾蘭人追求民族獨立的過程，反向覺醒出英格蘭的民族意識，經過1990～2010年代這20幾年的漫長教育，目前英格蘭人對本民族的認同有了飛越性的提升，民族構建趨於完成。
英格蘭人的民族意識提升還與英國的政府模式有關。之前的英國政府只把英格蘭視為“直轄區”，由於大不列顛的政府機構就是英格蘭的政府機構，所以在官方文件上兩者是互通的。在第二次世界大戰之後，由於大英帝國的衰落，英格蘭在聯合王國內的優勢越來越小，而其它“構成國”的權力則越來越大。於是從1990年代開始，英國政府刻意將英格蘭的行政體系從整個英國中抽離，允許英格蘭組建自己獨立的政府機構，這給與了英格蘭非常大的發揮空間。隨後，英格蘭人就在教育、文化推廣、習俗宣傳的層面上尋找其它聯合王國的構成國所沒有的東西，並寫進教科書中。這種“權力下放”的模式讓英格蘭人的情感得到了書面上的凝聚，透過“將英格蘭降級為聯合王國一個附屬”的模式，讓蘇格蘭、北愛爾蘭等有獨立慾望的構成國感到平等，所以又被稱為“讓英國穩定統一的最佳模式”。
今日，仍然有許多外國人並不能理解英格蘭、不列顛和聯合王國之間的區別，因此在英國的第一代移民可能依然混亂的使用這三個詞彙。例如“英格蘭的（English）”經常用來指代語言，而“不列顛的（British）”則用來指代人種，甚至出現“英式英語（British English）”這樣的不精確複合詞。同時，大多數“非白人的英國二代移民”卻能有著清醒的民族意識，他們自認為是英國人，但不會說自己是是英格蘭人，大多數學生在小學時就已經能分辨這些細微的差別。隨著義務教育的普及，往後這些定義會越來越明確化。在2004年年度的人口調查中，英國國家統計局針對英格蘭人的身分認同進行了調查，他們發現，58%的白人移民會將自己的國籍直接描述為“英格蘭”；而非白人的移民則更傾向於將自己描述為“英國人”。

### 英國人（English）和不列顛人（British）的認同問題
目前英國人和不列顛人的認同依然混亂，兩者並未建立明確的區別。
在英式英語中，“English”和“British”經常能互換使用，甚至許多錯誤的、不精確的用法因為使用次數太多，反而成為一種主流。截至2022年為止，也沒有任何一個專業機構能調查出“有多少英格蘭人自認為是不列顛人”，因為這個答案的肯定率幾乎是100%。不僅英式英語中無法分辨“英格蘭”和“不列顛”，美式英語以及大多數歐洲的語言都不同程度的混淆了兩者的差異，語言上的過度統一讓兩種身分互相黏著。
在Krishan Kumar對英格蘭人身分認同的研究中，描述了“人們說，我講英語，但我是不列顛人（I speak English, I am British）”的常見口誤。他指出，這種失誤通常只有英國人自己和外國人才會犯：“聯合王國的非英語成員在表示‘英語’時很少說‘英國人’”。Kumar表示，雖然這種模糊是英格蘭在英國的主導地位的標誌，但它也“對英國人來說是個問題，以集體方式將自己與不列顛群島的其他居民區分開來”。
1965年，歷史學家AJP Taylor寫道：
上一代人推出《牛津英格蘭史》時，“英格蘭”還是一個包羅萬象的詞，威爾士在大多數時候可以模糊的加入英格蘭，而大不列顛、聯合王國、甚至大英帝國都沒有像英格蘭那麼模糊。外國人視它為一個大帝國的名字，並且覺得這很高雅，但英格蘭人對此卻毫無認知，例如Bonar Law是一個出身於加拿大的蘇格蘭人，他在當選聯合王國的首相時，為了凸顯地位高貴而故意稱自己為“英格蘭的首相”，這在當時可以原諒，不過現在卻是個嚴肅的種族歧視問題。現在，關於聯合王國“構成國”的用語都變非常嚴格，貿然在“地理意義”之外使用“英格蘭”一詞的話，會引發其它構成國的抗議，尤其是蘇格蘭人的抗議。
然而，儘管泰勒認為這種模糊效果正在消失，但諾曼·戴維斯 ( Norman Davies ) 在他的著作《群島：歷史》 (1999)中列舉了歷史書中許多“不列顛”仍被用來表示“英語”的例子，反之亦然。
2010年12月，馬修·帕里斯 ( Matthew Parris ) 在《旁觀者》( The Spectator ) 中分析了“英格蘭人”對“不列顛人”的使用情況，認為英格蘭人的身分其實一直存在，而增長或減少，只是英格蘭人理所當然把自己視為不列顛的主人。

## 歷史和遺傳起源

### 新石器時代的農民
最近的遺傳學研究表明，英國新石器時代的人口在很大程度上被來自北歐大陸的人口所取代，該人口在公元前2400年左右以鐘杯文化為特徵，與東歐大草原的顏那亞人有關。該種群與其他一些鐘杯種群，例如伊比利亞鐘杯種群，缺乏遺傳親和力，但似乎是西歐發展起來的繩紋器單墳人的一個分支。目前尚不清楚這些鐘杯種群是否繼續在不列顛群島發展過凱爾特語言，或者後來的凱爾特移民是否將凱爾特語言引入了英國。
這些鐘杯種群與北歐人的密切遺傳親緣關係，意味著英國和愛爾蘭人口與其他西北歐人口在遺傳上非常接近，無論在第一個千年期間引入了多少盎格魯撒克遜人和維京人的血統。

### 盎格魯撒克遜人、維京人和諾曼人

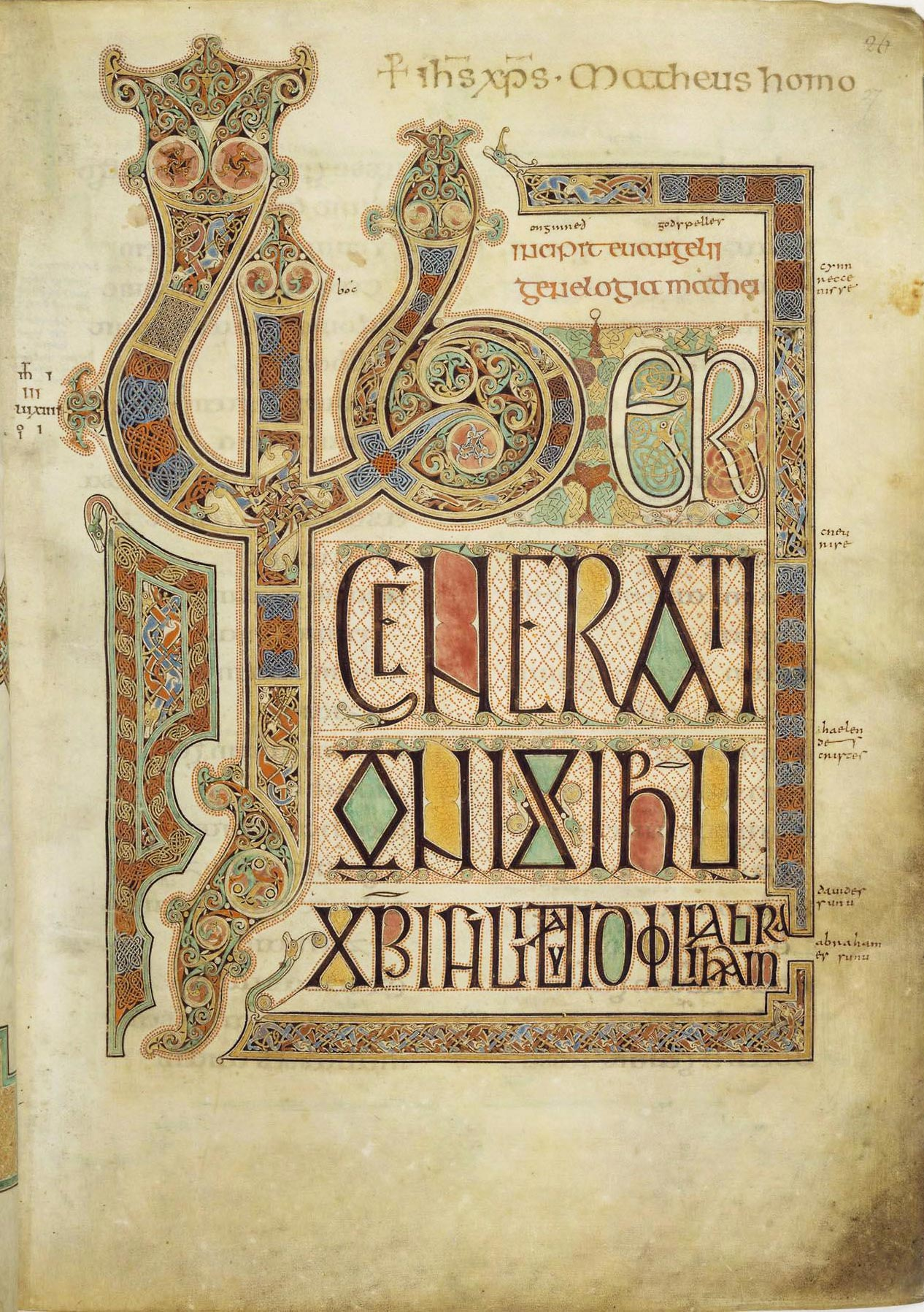
英格蘭島嶼上的第一部傑作《林迪斯法恩之書·馬太福音的啟蒙》

後來的入侵和遷移對英國人口的影響一直存在爭議，因為僅對現代DNA進行採樣的研究產生了不確定的結果，因此受到了各種各樣的解釋。然而，古代DNA已被用於更清楚地了解這些人類運動的遺傳效應。
2016年的一項研究使用在劍橋郡墓地發現的鐵器時代和盎格魯撒克遜時代的DNA，計算出十個現代東英格蘭樣本平均只有38 的盎格魯撒克遜血統，而十個威爾士和蘇格蘭樣本各有30%的盎格魯撒克遜血統。撒克遜血統，在所有情況下都有很大的統計分佈。然而，作者指出，在不同樣本組之間觀察到的相似性可能是由於最近的內部遷移。
另一項2016年的研究利用在英格蘭北部發現的墓葬證據進行，發現一方面是鐵器時代和羅馬時期的屍體，另一方面是盎格魯撒克遜時期的屍體，存在顯著的遺傳差異。來自現代威爾士的樣本被發現與鐵器時代和羅馬墓葬的樣本相似，而來自現代英格蘭大部分地區，尤其是東英格蘭的樣本更接近盎格魯-撒克遜時代的墓葬。這證明了盎格魯-撒克遜移民對現代英語基因庫的“深遠影響”，儘管研究中沒有給出具體的百分比。
第三項研究結合了前兩項研究的古代數據，並將其與來自英國和愛爾蘭的大量現代樣本進行了比較。這項研究發現，現代英國南部、中部和東部人口的“主要是盎格魯-撒克遜式血統”，而來自北英格蘭和西南英格蘭的人口則具有更大程度的本土血統。
2020年的一項重要研究使用了歐洲不同地區維京時代墓葬的DNA，發現現代英國樣本顯示英國本土“北大西洋”人口和類似丹麥人的貢獻幾乎相等。雖然後一個簽名的大部分歸功於盎格魯撒克遜人的早期定居，但據計算，其中多達6%可能來自丹麥的維京人，另外4%來自代表挪威人的類似挪威的消息來源維京人。該研究還發現平均18%的混合物來自歐洲更南端的來源，這被解釋為反映了諾曼人統治下法國移民的遺產。
一項題為“盎格魯-撒克遜人的遷移和早期英語基因庫的形成”的具有里程碑意義的2022年研究發現，英國人具有多數類似盎格魯-撒克遜人的血統，有大量本土凱爾特英國人，以及新確認的中世紀法國人混血兒。還觀察到顯著的區域差異。

## 英國人本身的歷史

### 盎格魯-撒克遜定居點

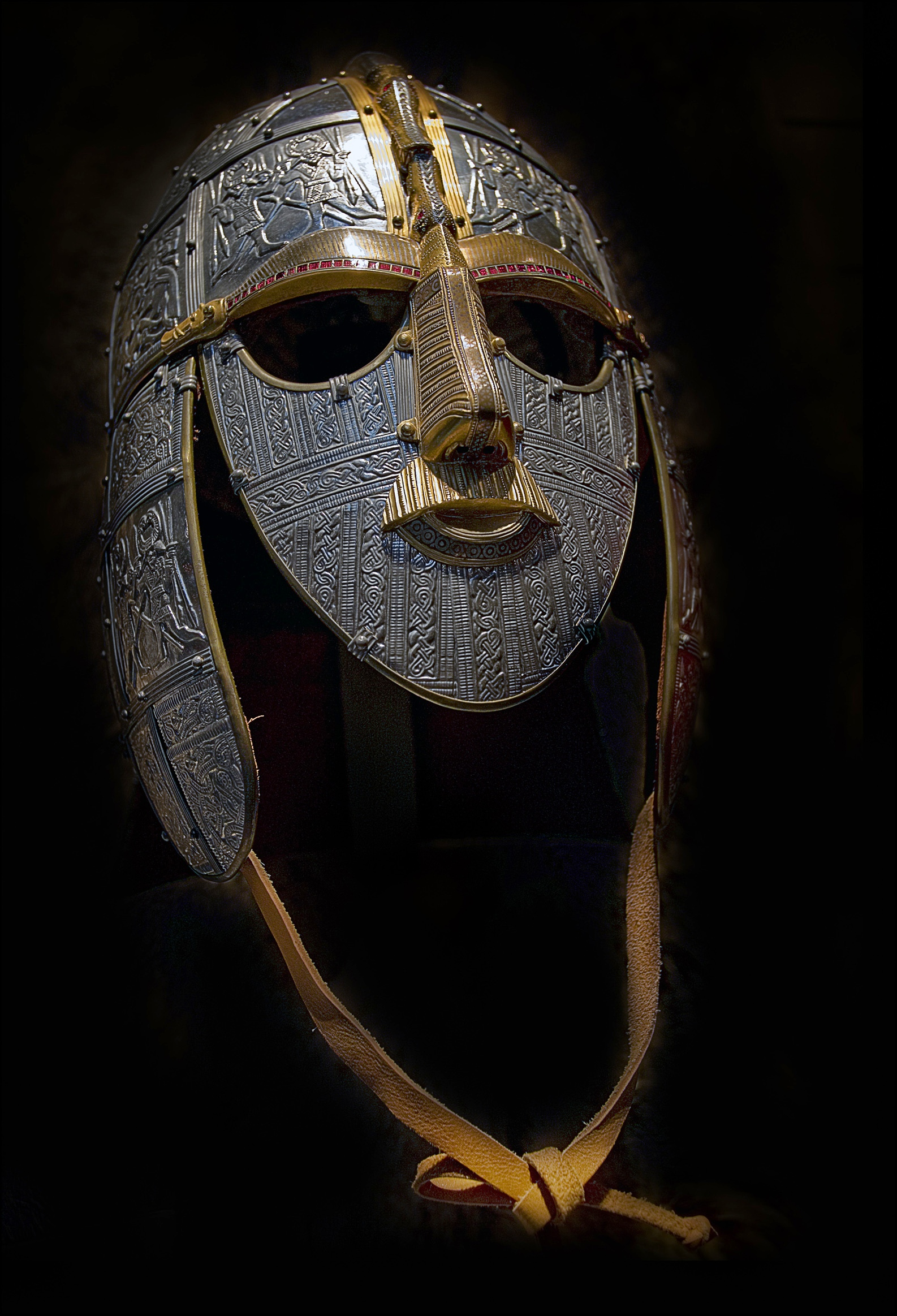
薩頓胡頭盔的複製品

公元600年盎格魯-撒克遜人定居後的英國南部，顯示英格蘭分裂為多個小王國

第一批能被稱作“英國人”的人是盎格魯-撒克遜人，這是一群密切相關的日耳曼部落，在公元5世紀羅馬人撤離後，他們開始從丹麥南部和德國北部遷移到英國東部和南部來自英國。盎格魯撒克遜人將他們的名字命名為英格蘭（Engla land），意思是“天使之地”。
盎格魯-撒克遜人到達的土地上已經居住著通常被稱為“羅馬-不列顛人”的人——他們是1～5世紀在羅馬統治下居住在不列顛地區的當地講布列托尼語的人口的後裔廣告。羅馬帝國的多種族性質意味著在盎格魯撒克遜人到來之前，可能還有少數其他民族也存在於英格蘭。例如，有考古證據表明，早期北非存在於坎布里亞郡阿巴拉瓦（現為桑茲堡）的羅馬駐軍中：公元4世紀的銘文稱，羅馬軍事單位“Numerus Maurorum Aurelianorum”，意思是“單位來自毛里塔尼亞（摩洛哥）的 Aurelian Moors”，讓軍事單位駐紮在那裡。儘管羅馬帝國吸收了來自四面八方的人民，但基因研究表明羅馬人並沒有大量融入英國人口。
盎格魯-撒克遜人到來的確切性質以及他們與羅馬-不列顛人的關係是一個有爭議的問題。傳統觀點認為，各種盎格魯撒克遜部落的大規模入侵在很大程度上取代了英國南部和東部，除康沃爾郡外的所有現代英格蘭的土著英國人口。這得到了吉爾達斯的著作的支持，吉爾達斯給出了該時期唯一的當代歷史記錄，並描述了入侵部落(aduentus Saxonum)對不列顛原住民的屠殺和飢餓。此外，英語僅包含少量從不列顛語來源借來的單詞。
這種觀點後來被一些考古學家和歷史學家重新評估，並提出了更小規模的遷移，可能基於接管國家統治並逐漸使居住在那裡的人們適應文化的男性戰士精英。在這個理論中，已經提出了導致盎格魯-撒克遜化的兩個過程。一個類似於在俄羅斯、北非和伊斯蘭世界部份地區觀察到的文化變化，在這些地方，政治和社會上強大的少數文化在相當短的時間內被穩定的多數人所接受。這個過程通常被稱為“精英統治”。第二個過程是通過激勵來解釋的，例如WergildIn of Wessex的法律法規中概述了這一點，它產生了成為盎格魯撒克遜人或至少說英語的動機。歷史學家馬爾科姆·托德 (Malcolm Todd) 寫道，“更有可能的是，很大一部分英國人口留在原地，並逐漸被日耳曼貴族統治，在某些情況下，他們與德國貴族通婚，並在其中留下凱爾特人的名字，這無疑是非常可疑的,。早期的盎格魯-撒克遜王朝列表。但是我們如何在考古學或語言學上識別主要盎格魯-撒克遜人定居地區倖存的英國人，仍然是早期英國歷史上最深刻的問題之一。”
一種新興的觀點是，盎格魯-撒克遜人的人口替代程度，以及羅馬-不列顛人的生存程度，在整個英格蘭各不相同，因此盎格魯-撒克遜人在不列顛的整體定居不能用以下方式來描述特別是任何一個過程。大規模遷移和人口轉移似乎最適用於東英吉利和林肯郡等東部地區的情況，而在諾森比亞的部分地區，許多本地人隨著移民成為精英，人口可能會留在原地。在一項對英格蘭東北部和蘇格蘭南部地名的研究中，貝瑟尼·福克斯發現大量移民定居在泰恩河和特威德河谷等河谷，原始英國人則遷移到貧瘠的山區並逐漸融入當地文化在更長的時間內。福克斯將原始英格蘭人統治該地區的過程描述為“大規模移民和精英接管模式的綜合”。

### 維京人和丹麥王朝

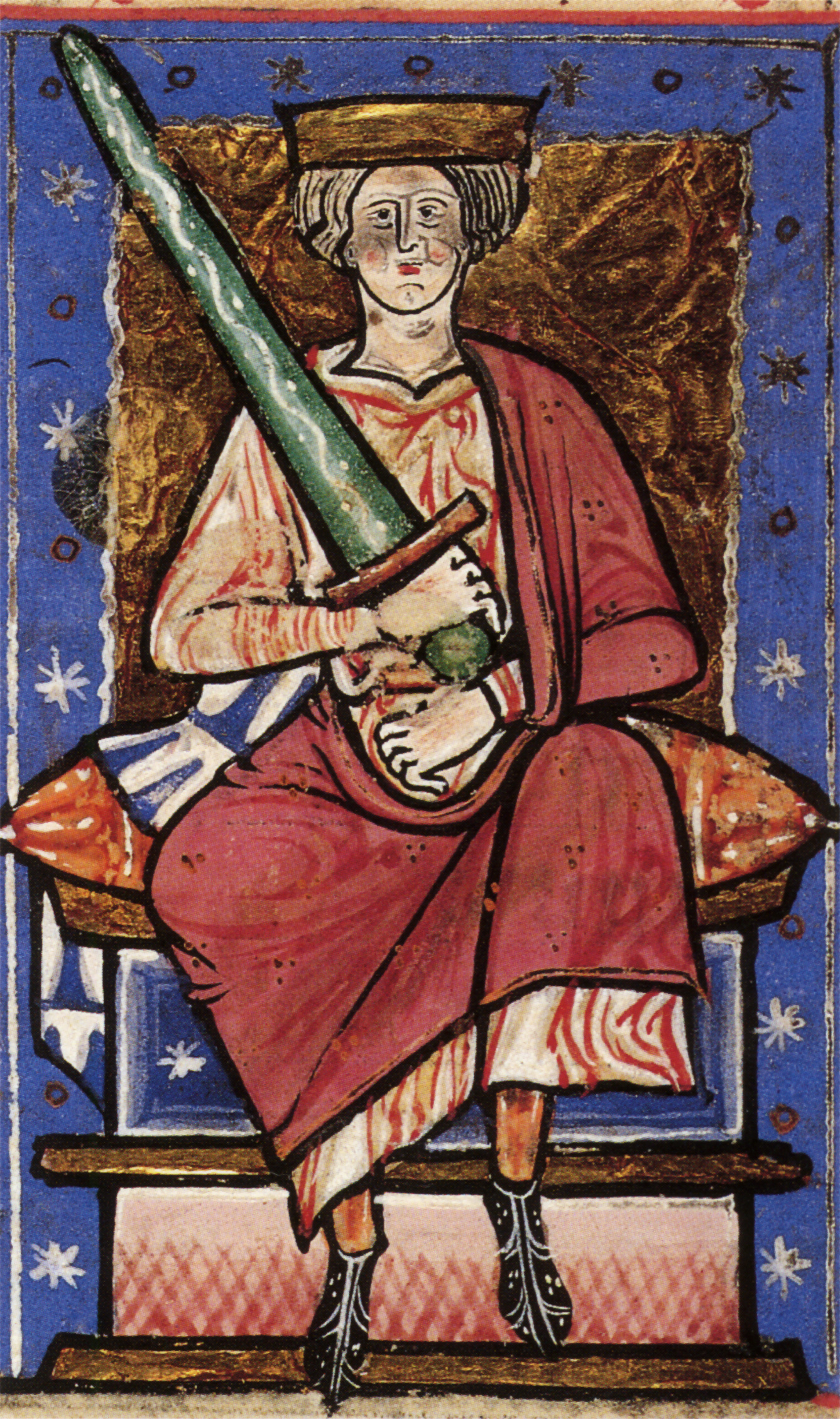
埃塞爾雷德二世（古英語：Æþelræd；[a] 約966～1016年4月23日），被稱為“未準備者”，從978～1013 年以及從1014年再次擔任英國國王直至去世。

大約從公元800年開始，丹麥維京人對不列顛群島海岸線發起的攻擊浪潮之後，陸續有丹麥人在英格蘭定居。起初，維京人在很大程度上被認為是與英國人不同的民族。當阿爾弗雷德大帝簽署阿爾弗雷德和古斯魯姆條約以建立丹麥法時，這種分離就被銘記在心，丹麥人統治英格蘭，丹麥人佔領英格蘭北部和東部。
然而，阿爾弗雷德的繼任者隨後贏得了對丹麥人的軍事勝利，將大部分丹麥人併入新生的英格蘭王國。丹麥人的入侵一直持續到11世紀，在英格蘭統一後的時期內同時有英國和丹麥國王，例如，埃塞爾雷德二世（978～1013年和1014～1016年）是英國人，而克努特（1016～1035年）是丹麥人。
漸漸地，英格蘭的丹麥人開始被視為“英國人”。它們對英語產生了顯著影響：許多英語單詞，例如anger、ball、egg、got、knife、take和they，都起源於古諾爾斯語，以及以-thwaite和-結尾的地名by起源於斯堪的納維亞。